# Michael Freiberg
Michael Freiberg (Hong Kong, 10 de novembre de 1990) és un ciclista australià, actualment a l'equip IsoWhey Sports SwissWellness. Especialista en la pista, el 2011 es va proclamar Campió del món d'Òmnium.

## Palmarès en pista
- 2009
  -  Campió d'Austràlia en Persecució per equips (amb Luke Durbridge, Cameron Meyer i Travis Meyer)
- 2010
  - 1r als Jocs de la Commonwealth en Persecució per equips (amb Jack Bobridge, Michael Hepburn i Dale Parker)
- 2011
  -  Campió del món en Òmnium
- 2017
  -  Campió d'Austràlia en Persecució per equips (amb Cameron Meyer, Stephen Hall i Sam Welsford)

## Palmarès en ruta
- 2011
  - Vencedor d'una etapa al Tour of the Murray River
- 2016
  - Vencedor d'una etapa a la Pemberton Classic
- 2017
  - 1r al National Road Series
  - 1r a la Goldfields Cyclassic i vencedor d'una etapa
  - Vencedor de 2 etapes al Tour of the King Valley
  - Vencedor d'una etapa a l'Amy's Otway Tour
- 2018
  - Vencedor d'una etapa a la Pemberton Classic
  - Vencedor d'una etapa al Tour of the Great South Coast
- 2019
  -  Campionat d'Austràlia de ciclisme en ruta